# Vic Suneson
Vic Suneson (* 11. November 1911 in Stockholm; † 5. September 1975 in 
Sundbyberg; eigentlich Sune Viktor Lundquist) war ein schwedischer Verfasser von Kriminalromanen, deren Hauptpersonen die Polizisten O. P. Nilsson und Kjell Myrman waren. Sein Roman Fredag den 14:e wurde 1960 mit dem Sherlock-Preis ausgezeichnet.
Suneson war Sohn eines Journalisten und schloss ein Ingenieurstudium an der Königlich Technischen Hochschule Stockholm ab, war jedoch hauptsächlich als Schriftsteller tätig. 